# Mönchweiler
Mönchweiler település Németországban, azon belül Baden-Württembergben. Lakosainak száma 3001 fő (2023. december 31.). Mönchweiler Königsfeld im Schwarzwald, Villingen-Schwenningen, Unterkirnach és St. Georgen im Schwarzwald községekkel határos.

## Népesség
A település népessége az elmúlt években az alábbi módon változott:
| Lakosok száma | 3026 | 2979 | 2977 | 2964 | 2989 | 3001 |
|               | 1975 | 2017 | 2019 | 2021 | 2022 | 2023 |